# Estola parvula
Estola parvula là một loài bọ cánh cứng trong họ Cerambycidae.